# Andrija Delibašić
Andrija Delibašić (Nikšić, 24. travnja 1981. – ?, 19. ožujka 2025.) bio je crnogorski nogometaš koji je igrao na poziciji napadača.